# Geledi
Os Geledi são um clã somaliano que vive predominantemente perto da cidade de Afgooye. Eles são um sub-clã dos Rahanweyn e lideraram o sultanato dos Geledi entre o final do século XVII e o início do século XX. Eles são divididos em dois grupos principais de linhagens: os Tolweyne e os Yabadhaale.